# Popsie
Le Popsie erano un girl group svedese attivo negli anni '90 e composto da Cecilia Lind, Zandra Pettersson, Angelica Sanchez e Katarina Sundqvist.

## Storia
Il gruppo si è formato nel 1992 e ha firmato un contratto discografico con la EMI. Il loro singolo di debutto Latin Lover è uscito nell'estate del 1997 e ha raggiunto la 19ª posizione della Sverigetopplistan, diventando il primo dei loro cinque singoli consecutivi piazzati nella top twenty della hit parade nazionale. Il più fortunato, Joyful Life, ha raggiunto il 3º posto nella primavera del 1998. L'album eponimo del girl group è stato pubblicato in Giappone nel dicembre del 1997 e in Svezia all'inizio dell'anno successivo, ed è arrivato alla 39ª posizione della classifica svedese.

## Discografia

### Album in studio
- 1997 – Popsie

### Singoli
- 1997 – Latin Lover
- 1997 – Single
- 1998 – Joyful Life
- 1998 – Rough Enough
- 1998 – 24Seven